# Joint Base McGuire-Dix-Lakehurst
La Joint Base McGuire-Dix-Lakehurst (JB MDL) est une installation militaire américaine située à 29 km au sud-est de Trenton, dans le New Jersey. La base est la seule base tri-service du département de la Défense des États-Unis et comprend des unités des six branches des forces armées.
L'installation est une fusion de la McGuire Air Force Base de l'United States Air Force, de Fort Dix de l'United States Army et de la Naval Air Engineering Station Lakehurst (en) (Station de génie aérien naval de la marine américaine à Lakehurst), qui ont fusionné le 1er octobre 2009.

## Unités de base
US Marine Corps :
- Marine Aircraft Group 49 (MAG-49) : Fort Dix
  - 772e escadron d'hélicoptères lourds des Marines (HMH-772 Hutlers)
  - 773e escadron d'hélicoptères légers d'attaque des Marines (HMLA-773 Red Dog)
  - Marine Wing Support Squadron 472 (en) (MWSS-472 Dragons)